# Seda Tokatlıoğlu
Seda Tokatlıoğlu o Seda Tokatlıoğlu Aslanyürek (Ankara, 25 de juny de 1986) és una jugadora de voleibol turca. És atacanta i va ser capitana de Fenerbahçe SK. També juga a la selecció turca.

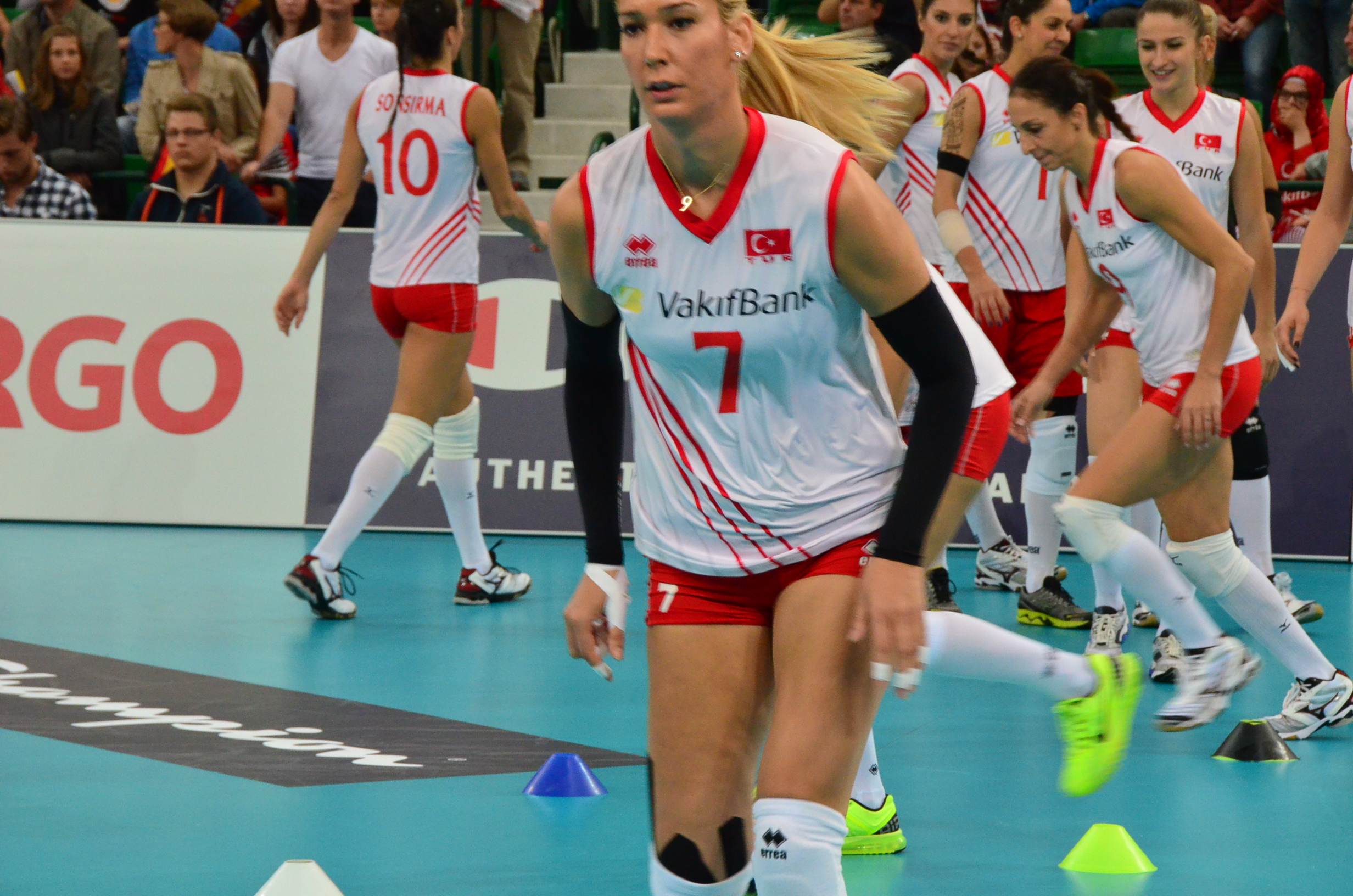
Tokatlıoğlu, l'any 2013

Està casada amb Turgay Aslanyürek des del 2014. Seda, el cognom de la qual significa fill d'una persona de Tokat, s'ha casat a Niksar, Tokat.